# Gōdo
Gōdo (jap. 神戸町 Gōdo-chō) – miasto w Japonii, na wyspie Honsiu, w prefekturze Gifu. Według danych na rok 2020 miejscowość zamieszkiwało 18 585 mieszkańców , a gęstość zaludnienia wyniosła 989,6 os./km².